# Vesioli (Staromínskaya, Krasnodar)
Vesioli (del ruso: Весëлый) es un jútor del raión de Staromínskaya del krai de Krasnodar, en Rusia. Está situado en la orilla derecha del río Sosyka, afluente del río Yeya, frente a Náberezhni, 12 km al sureste de Staromínskaya y 159 km al norte de Krasnodar, la capital del krai. Tenía 192 habitantes en 2010.
Pertenece al municipio Kúibyshevskoye.